# Abbenseth
Abbenseth (niederdeutsch Abbenseet) ist ein Ortsteil der Gemeinde Hollnseth in der Samtgemeinde Börde Lamstedt im niedersächsischen Landkreis Cuxhaven.

## Geographie

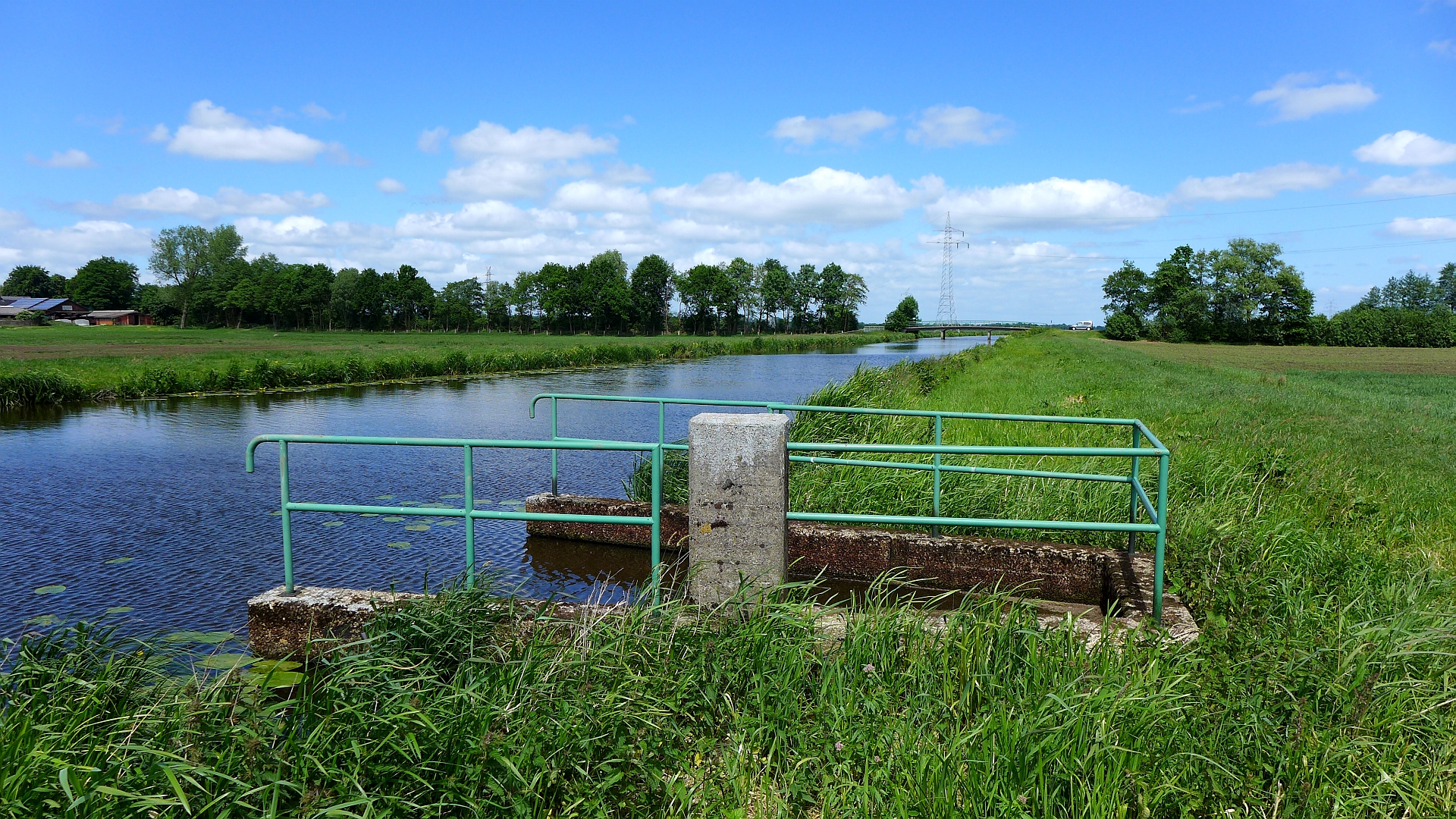
Mehe am Dorfrand von Abbenseth

### Lage
Abbenseth befindet sich im Elbe-Weser-Dreieck im Osten des Landkreises Cuxhaven an der Mehe.

### Ortsgliederung
- Abbenseth
- Langeln

### Nachbarorte
|                                                                    | Hollen                                                     |                                                               |
| Langeln                                                            | Kompassrose, die auf Nachbargemeinden zeigt                | Iselersheim (Stadt Bremervörde – Landkreis Rotenburg (Wümme)) |
| Alfstedt (Samtgemeinde Geestequelle – Landkreis Rotenburg (Wümme)) | Mehedorf (Stadt Bremervörde – Landkreis Rotenburg (Wümme)) |                                                               |

## Geschichte
Im Vergleich zu Hollen ist Abbenseth ein junges Dorf und wurde erstmals 1510 urkundlich erwähnt.
Im Ersten Weltkrieg sind dreiundzwanzig Soldaten gefallen oder wurden vermisst und im Zweiten Weltkrieg vierundvierzig.

### Eingemeindungen
Bei der Gebietsreform in Niedersachsen vom 1. Juli 1972 wurden die vormals selbständigen Gemeinden Abbenseth (samt Ortsteil Langeln) und Hollen zur neuen Gemeinde Hollnseth zusammengelegt.

### Einwohnerentwicklung
| Jahr      | 1824  | 1848  | 1910  | 1925   | 1933   | 1939   | 1950   | 1956   | 1961  | 1970  | 2003   | 2013   | 2019  |
| --------- | ----- | ----- | ----- | ------ | ------ | ------ | ------ | ------ | ----- | ----- | ------ | ------ | ----- |
| Einwohner | – ¹   | 157 ² | 233   | 265    | 304    | 320    | 502    | 403    | 386   | 420   | 442    | 392    | 371   |
| Quelle    | [ 7 ] | [ 8 ] | [ 9 ] | [ 10 ] | [ 10 ] | [ 10 ] | [ 11 ] | [ 11 ] | [ 1 ] | [ 1 ] | [ 12 ] | [ 13 ] | [ 2 ] |

¹ 20 Feuerstellen

² in 29 Häusern; davon im Ortsteil Langeln (= 25 Einw. in 4 Häusern) und im Landgut zu Abbenseth (= 8 Einw. in 2 Häusern)
|  |

## Religion
Abbenseth ist evangelisch-lutherisch geprägt und gehört zum Kirchspiel der Bartholomäuskirche in Lamstedt.
Für die (wenigen) Katholiken ist die St.-Ansgar-Kirche in Hemmoor-Warstade zuständig, die seit 2010 zur Kirchengemeinde Heilig Geist in Stade gehört.

## Politik

### Gemeinderat und Bürgermeister
Auf kommunaler Ebene wird der Ortsteil Abbenseth vom Hollnsether Gemeinderat vertreten.

### Wappen
Der Entwurf des Kommunalwappens von Abbenseth stammt von dem Heraldiker und Wappenmaler Albert de Badrihaye, der zahlreiche Wappen im Landkreis Cuxhaven erschaffen hat.
| Wappen von Abbenseth | Blasonierung: „In Silber ein blauer von vier (3 : 1) schwarzen Kesselhaken begleiteter Wellenbalken.“                                                           |
| Wappen von Abbenseth | Wappenbegründung: Die Kesselhaken erinnern an die ersten vier Höfe im Ort, während der Wellenbalken auf den Mehe-Fluss in der Gemarkung von Abbenseth hinweist. |

## Kultur und Sehenswürdigkeiten

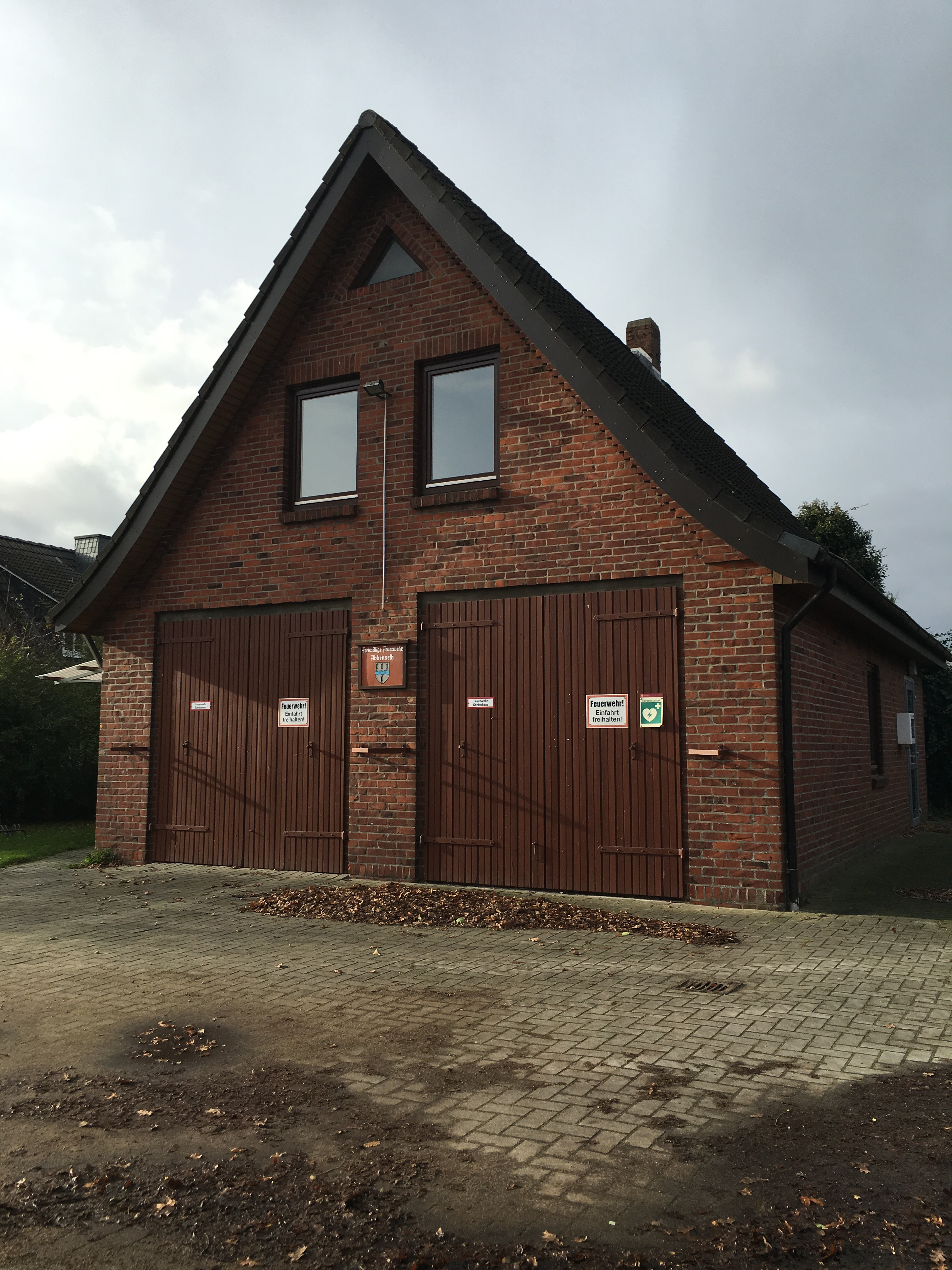
Spritzenhaus der Freiwilligen Feuerwehr Abbenseth

### Bauwerke und Denkmäler
- Mehrere historische Häuser
- Kriegerdenkmal für die Gefallenen/Vermissten des Ersten und des Zweiten Weltkriegs.[3] Das Denkmal wurde in den letzten Jahren neu gestaltet, die alten Namenstafeln blieben erhalten.[4][5]

### Vereine
- Freiwillige Feuerwehr (gegr. 1. Oktober 1924)
- DRK-Ortsverein Abbenseth
- Rauch- und Unterstützungsclub Abbenseth
- Schützenverein Abbenseth
- TSV Abbenseth e. V.
- Sozialverband Abbenseth

## Wirtschaft und Infrastruktur

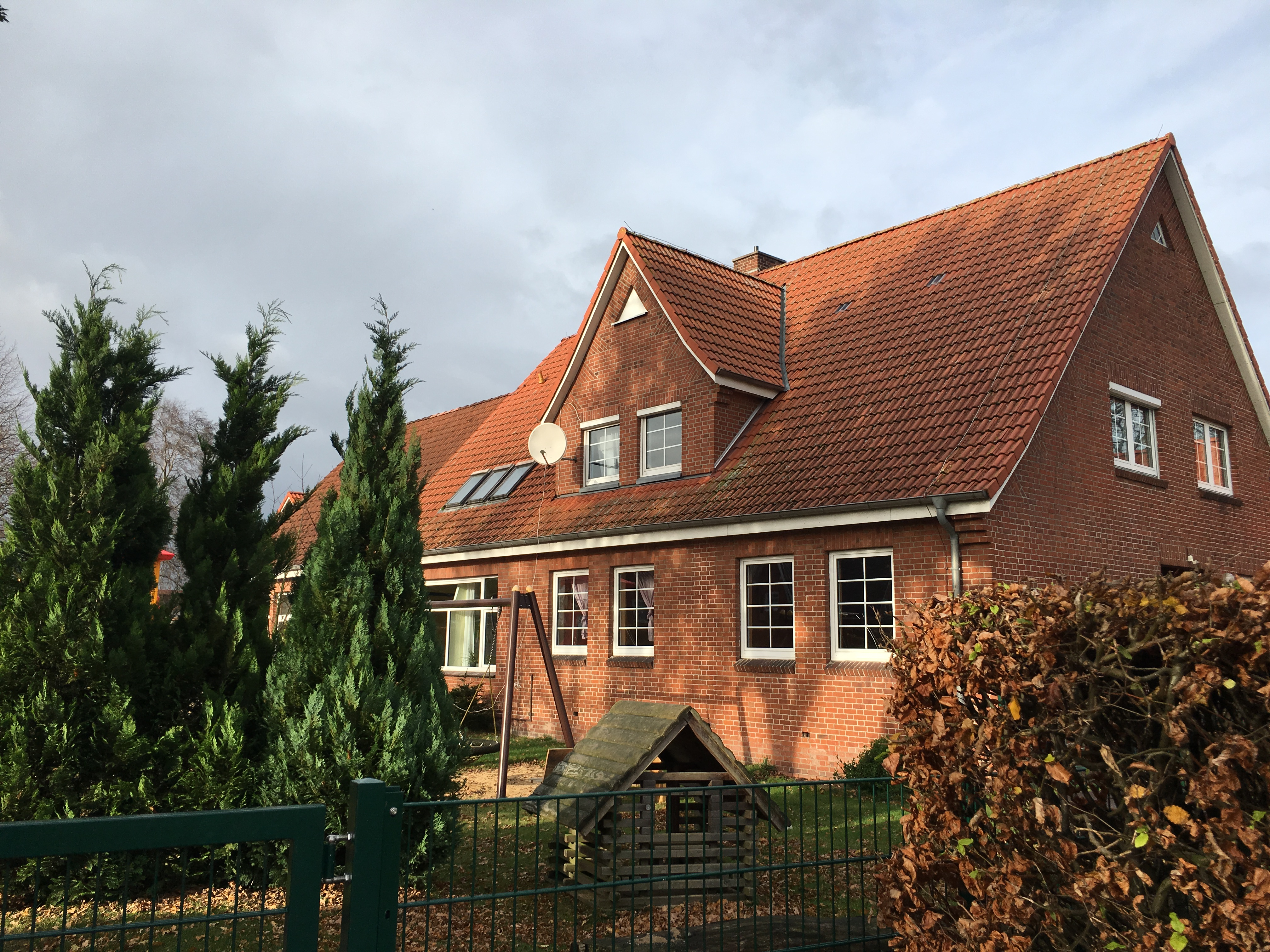
Ehem. Volksschule und jetziger Kindergarten in Abbenseth

### Bildung und öffentliche Einrichtungen
Früher hatte Abbenseth eine eigene Volksschule, in der heute ein Kindergarten untergebracht ist. Es gibt einen Schießstand, einen Sportplatz und Spielplätze befinden sich am „Kindergarten“, „Meheblick“ und „Am Sportplatz“.

### Verkehr
Durch Abbenseth verläuft die Kreisstraße 32, die im Norden über die Hollener Mühle, Hollen und Nindorf nach Lamstedt zur Bundesstraße 495 führt. Im Süden geht die Straße an der Kreisgrenze zum Landkreis Rotenburg (Wümme) in die Kreisstraße 35 über, die nach Iselersheim verläuft. Kleinere Straßen führen nach Alfstedt und Langeln.